# Migueláñez
Migueláñez es un municipio y localidad española de la provincia de Segovia, en la comunidad autónoma de Castilla y León. El municipio cuenta con una población de 138 habitantes (INE 2024).

## Geografía

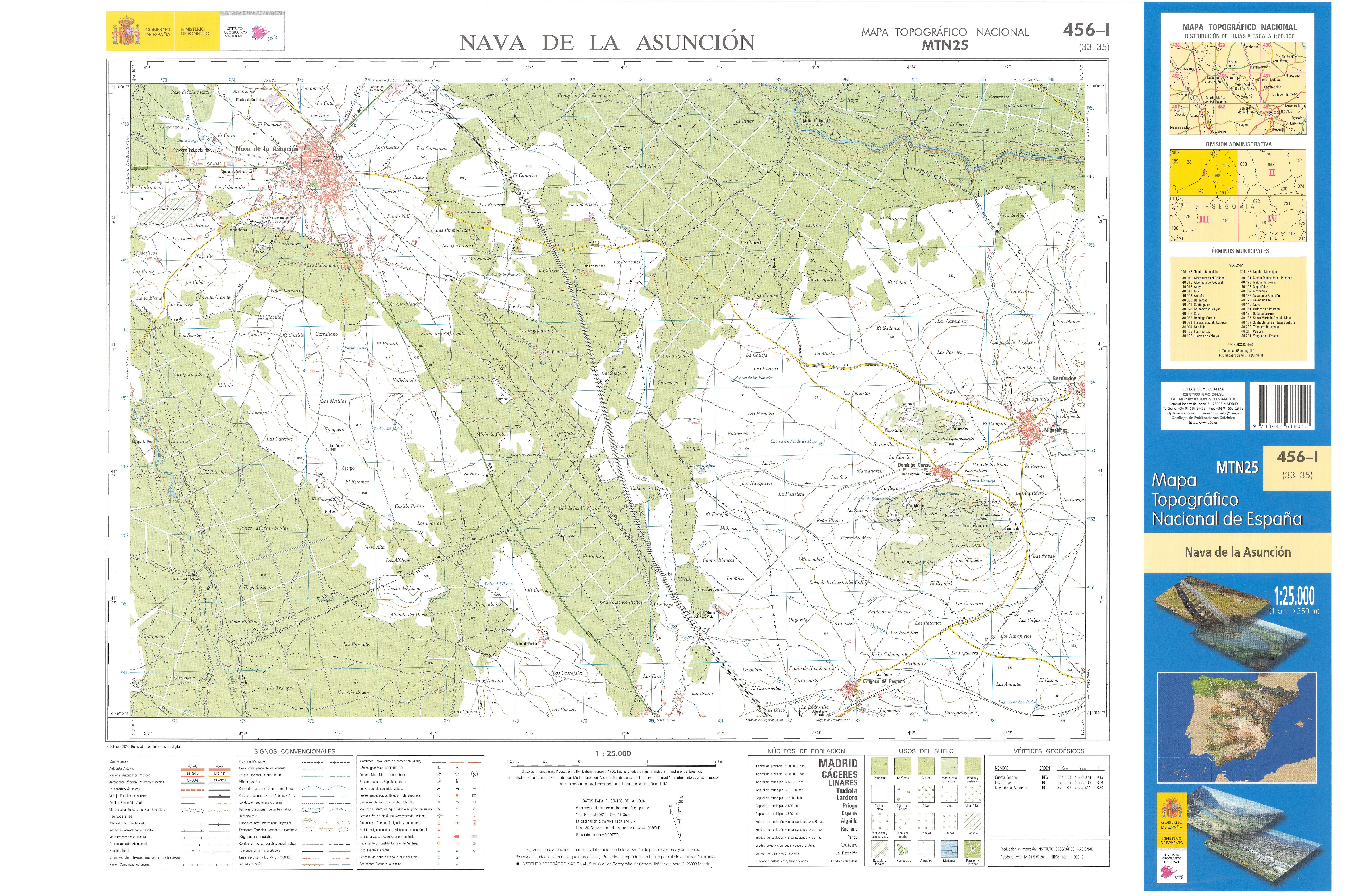
Fragmento de la hoja 456 del Mapa Topográfico Nacional de España de 2010 en el que se representa parte de Migueláñez

| Noroeste: Nava de la Asunción | Norte: Navas de Oro               | Noreste: Bernardos |
| Oeste: Domingo García         |                                   | Este: Bernardos    |
| Suroeste: Domingo García      | Sur: Santa María la Real de Nieva | Sureste: Bernardos |

## Geografía humana

### Demografía
Cuenta con una población de 138 habitantes (INE 2024).
| Gráfica de evolución demográfica de Migueláñez entre 1842 y 2021                                                      |
| |
| Población de derecho según los censos de población del INE. Población de hecho según los censos de población del INE. |

## Símbolos
El escudo heráldico que representa al municipio se blasona de la siguiente manera:

«Escudo partido. Primero, de oro con una lanza de sable puesta en banda, acompañada en lo alto y bajo de una espuela de lo mismo. Segundo, de gules con un acueducto de plata, de dos órdenes, mazonado de sable y puesto sobre peñas de lo mismo. Timbrado de la Corona Real Española.»
Boletín Oficial de Castilla y León nº 98/1998 de 27 de mayo de 1998

La descripción textual de la bandera es la siguiente:

«Bandera cuadrada, de proporción 1:1, de color verde con el Escudo Municipal, en sus colores, al centro del paño.»
Boletín Oficial de Castilla y León nº 98/1998 de 27 de mayo de 1998

## Administración y política
| Periodo   | Nombre                    | Partido   |
| --------- | ------------------------- | --------- |
| 1979-1983 | Basilio Gozalo Salgado    | UCD       |
| 1983-1987 | Basilio Gozalo Salgado    | AP-PDP-UL |
| 1987-1991 | Mateo Gozalo Asenjo       | PP        |
| 1991-1995 | Arturo Fuentetaja Aguado  | PP        |
| 1995-1999 | Arturo Fuentetaja Aguado  | PP        |
| 1999-2003 | Carlos Pastor             | PP        |
| 2003-2007 | Carlos Pastor             | PP        |
| 2007-2011 | María Jesús Fuentes Pérez | PP        |
| 2011-2015 | Eugenio Payá Benedito     | AE        |
| 2015-2019 | Eugenio Payá Benedito     | PP        |
| 2019-2023 | Frutos González Martín    | PP        |
| 2023-act. | Frutos González Martín    | PP        |

## Cultura

### Patrimonio

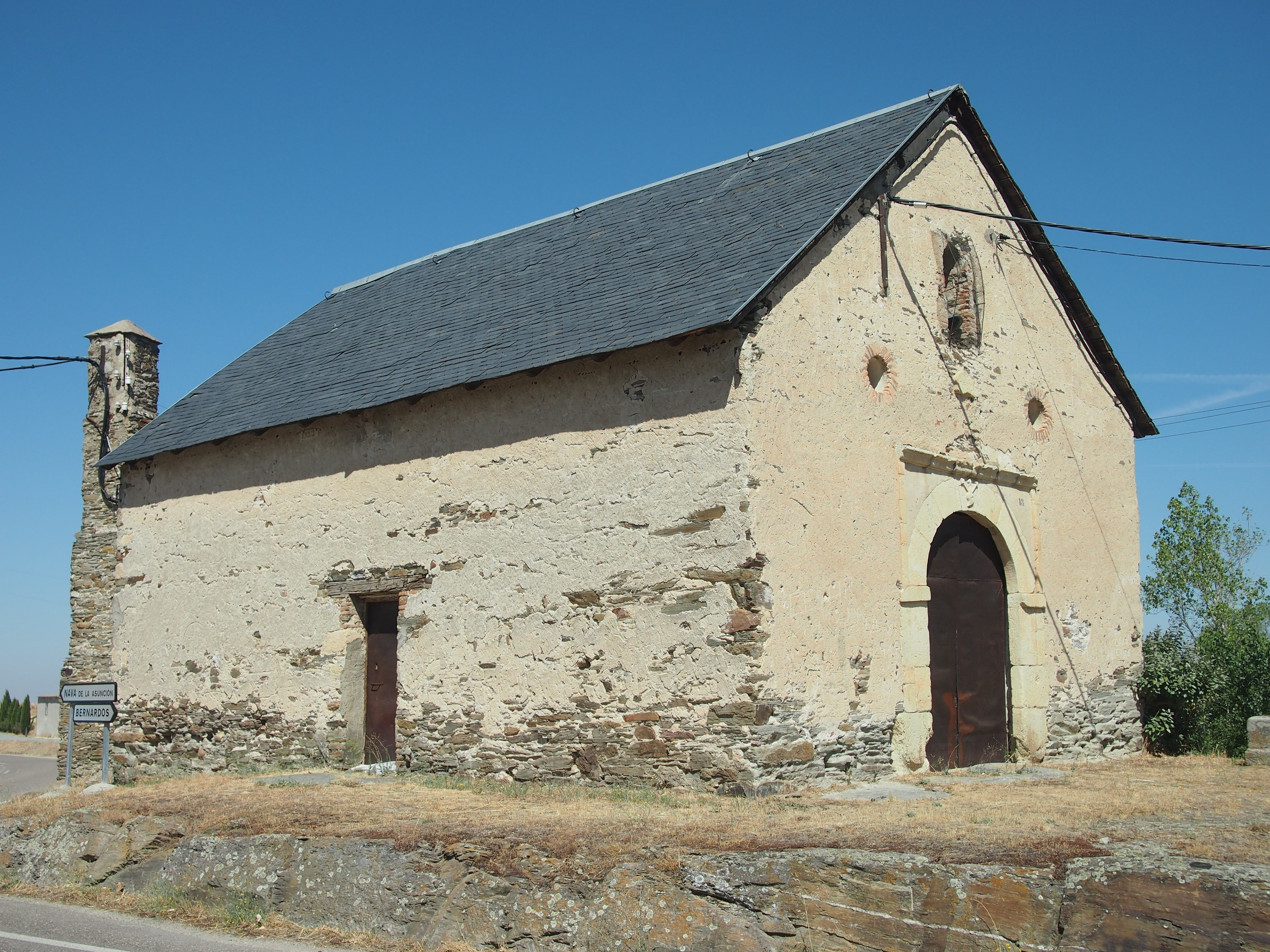
Ermita del Humilladero

- Ermita Cristo del Humilladero.

### Fiestas patronales
Migueláñez sigue celebrando con mayor o menor importancia sus fiestas tradicionales a lo largo de todo el calendario, desde San Blas en febrero con la tradición del uso de la capa castellana como telón de fondo, a San Isidro (patrón de la localidad) el 15 de mayo, finalizando con la Virgen de la Asunción el 15 de agosto, que supone en las últimas décadas la fiesta de mayor importancia.